# Brachyntheisogryllacris kempiana
Brachyntheisogryllacris kempiana är en insektsart som först beskrevs av Griffini 1914.  Brachyntheisogryllacris kempiana ingår i släktet Brachyntheisogryllacris och familjen Gryllacrididae. Inga underarter finns listade i Catalogue of Life.